# Lebedev protiv Lebedeva
Lebedev protiv Lebedeva (Лебедев против Лебедева) è un film del 1965 diretto da Genrich Saulovič Gabaj.